# Moon Pride
Moon Pride ou MOON PRIDE, é o décimo segundo single do grupo ídolo japonês Momoiro Clover Z. Foi lançado no Japão em 30 de julho de 2014.

## Detalhes
O single contém as faixas do anime Pretty Guardian Sailor Moon Crystal. ("Moon Pride" é a abertura e "Gekkō" é o encerramento.)
"Moon Pride" foi escrita, composta e arranjada por Revo da banda Sound Horizon. Os solos de guitarra foram realizados pelo músico de rock americano Marty Friedman.
O single foi lançado em duas versões: na "Edição Sailor Moon" e na "Edição Momoclo". A Edição Sailor Moon, veio com um disco Blu-ray que teve um vídeo musical. A Edição Momoclo veio somente em CD, mas contém uma canção adicional e um cover da canção "Moon Revenge" do filme As Navegantes da Lua R o Filme: A Promessa de uma Rosa.
O vídeo musical foi dirigido por Yasushi Uemura, supervisionado por Crystal, o director da série Munehisa Sakai e animado pela Toei Animation. O vídeo musical consiste em uma montagem de cenas de Sailor Moon Crystal, onde aparecem as primeiras sequências das transformações das três Navegantes (Sailors) que ainda não tinham aparecido no anime: Rei Hino, Minako Aino e Makoto Kino, nos episódios que já tinham sido transmitidos.
O single estreou na terceira posição na Oricon Daily Singles Chart, e foram vendidas 29,000 cópias no dia de abertura.

## Lista de faixas

### Edição Sailor Moon (CD+Blu-ray)
| Edição Sailor Moon |                                    |                  |                |         |  |
| N.º                | Título                             | Letras           | Música         | Duração |  |
| 1.                 | "Moon Pride" (Orgulho da Lua)      | Revo             | Revo           | 3:43    |  |
| 2.                 | "Gekkō" (月虹 (Arco-íris Lunar)    | Sumire Shirobara | Akiko Kosaka   | 4:22    |  |
| 3.                 | "Moon Pride" (Versão instrumental) |                  |                | 3:43    |  |
| 4.                 | "Gekkō" (Versão instrumental)      |                  |                | 4:22    |  |
| Duração total:     | Duração total:                     | Duração total:   | Duração total: | 16:10   |  |

| Lado um |                              |         |  |
| N.º     | Título                       | Duração |  |
| 1.      | "Moon Pride" (Vídeo musical) |         |  |

### Edição Momoclo (somente CD)
| Edição Momoclo |                                      |                 |                |         |  |
| N.º            | Título                               | Letras          | Música         | Duração |  |
| 1.             | "Moon Pride"                         |                 |                | 3:43    |  |
| 2.             | "Gekkō"                              |                 |                | 4:22    |  |
| 3.             | "Moon Revenge"                       | Kayoko Fuyumori | Akiko Kosaka   | 4:26    |  |
| 4.             | "Moon Pride" (Versão instrumental)   |                 |                | 3:43    |  |
| 5.             | "Gekkō" (Versão instrumental)        |                 |                | 4:22    |  |
| 6.             | "Moon Revenge" (Versão instrumental) |                 |                | 4:26    |  |
| Duração total: | Duração total:                       | Duração total:  | Duração total: | 25:02   |  |

## Equipe
Moon Pride
- Vocais: Momoiro Clover Z
- Guitarras: Marty Friedman
- Baixo: Atsushi Hasegawa
- Piano, Órgão: Kōji Igarashi
- Bateria: Junji
- Tímpanos: Matarō Misawa
- Teclados e Programação: REVO
- Cordas: Gen Ittetsu Strings

Gekkō
- Vocais: Momoiro Clover Z
- Guitarras: Nozomu Furukawa
- Piano e Programação: Akiko Kosaka
- Metais: Kenshō Hagiwara, Jonathan Hamill, Hana Inoue, Yoshiyuki Uma
- Cordas: Gen Ittetsu Strings

Moon Revenge
- Vocais: Momoiro Clover Z
- Guitarras: Susumu Nishikawa
- Teclado e Programação: Yukari Hashimoto
- Backing Vocal: Sachiko Watanabe

## Desempenho nas paradas musicais
| Parada musical (2014)         | Melhor posição |
| ----------------------------- | -------------- |
| Oricon Daily Singles Chart    | 2              |
| Oricon Weekly Singles Chart   | 3              |
| Billboard Japan Hot Animation | 1              |